# Acyleringsstimulerande protein
Acyleringsstimulerande protein eller ASP är ett av flera proteiner involverade i fettmetabolismen i kroppen. Proteinet är en potent stimulator av enzymet diacylglycerolacyltransferas i fettceller. Detta enzym sätter samman triglycerider, den viktigaste lagringsformen av fett. Det stimuleras av förhöjda insulinnivåer (orsakar upp till 3-faldig ASP-höjning) men framför allt av ökningen av kylomikroner, en proteinstruktur som bär fett från födan genom blodet till kroppens vävnader. Höga kylomikronnivåer ger upp till en 150-faldig ökning av ASP-syntes.